# Barrington Levy
Barrington Ainsworth Levy (30 de abril de 1964, Clarendon, Jamaica) es un cantante, músico, compositor de canciones y productor  discográfico de música reggae y dancehall.[cita requerida]

## Carrera
Conocido como "Mellow Canary" por su estilo marcado y su voz pura, es conocido como cantante original de la primera época del dancehall, inspirando a muchos otros artistas en su trayectoria.[cita requerida]
Barrington nació en West Kingston, pero pasó mucho tiempo de su juventud en Clarendon, donde desarrolló su "riff" experimentando con diferentes estilos vocales. Cuando era joven su mayor influencia fue Dennis Brown, pero también le gustaba Michael Jackson, los Jackson Five y otros artistas norteamericanos de R&B. Comenzó actuando en sound systems a los 14 años en un grupo que formó con su primo Everton Dacres, llamado The Mighty Multitude.[cita requerida]
En 1975, Barrington grabó su tema debut "My Black Girl" con The Mighty Multitude. Durante estas primeras actuaciones, sus canciones eran grabadas informalmente y enviadas al Reino Unido y Estados Unidos. El productor Henry "Junjo" Lawes lo descubrió cantando en un sound system local, y no perdió tiempo en llevarlo a Channel One para el primero de muchos éxitos en 1979. En Channel One comenzó a grabar junto a la banda Roots Radics, contaba con la mezcla de Scientist y los resultados finales de King Tubbys. El nuevo cantante causó verdadera sensación desde el principio, creando los inicios del dancehall en ese mismo momento.[cita requerida]
Los primeros sencillos "A Yah We Deh", "Shine Eye Gal" y "Moonlight Lover" fueron recogidos en su álbum debut "Bounty Hunter" en 1980, con el sello discográfico "Jah Life". Ese mismo año, Levy realizó una sensacional aparición en el Reggae Sunsplash y luego se volvió a presentar en 1981. Durante los primeros años de su carrera, Levy pasó la mayor parte de su tiempo entre estudios de grabación y shows.[cita requerida]
El siguiente álbum "Englishman" con Greensleves estableció a Barrington como la estrella del Reggae en los 80's. Sus siguientes éxitos continuaron con singles como "Sister Carol", "Look Youthman", "Eventide Fire A Disaster", "Under me Sensi", "Black Roses", "My Woman", "Money Move" and "Mary Long Tongue". El álbum “Robin Hood” de 1980 afirmó lo que todos en Jamaica ya sabían: Levy era una de las estrellas más grandes de la isla, y su talento era imbatible. También se podría decir que Levy era un rey entre los DJs de dancehall, y que compartía su reinado junto al aclamado DJ Yellowman (otro descubrimiento de Junjo Lawes).[cita requerida]
En 1984 el sencillo “Under Mi Sensi” producido por Jah Screw fue un todo un éxito, una canción que pasó 12 semanas en la cima de las listas de éxitos. "Under Mi Sensi" además se convirtió en un Riddim Dancehall de mucho éxito en 1985, "Under Mi Sleng Teng" principalmente acreditado a Wayne Smith (aunque en realidad Barrington creó la melodía). Inmediatamente la canción se convirtió en un clásico del reggae, el siguiente éxito fue "Murderer" del sello "Jah Life". En 1984 grabó con Junjo "Prison Oval Rock" en su sello Volcano.[cita requerida]
El éxito causado en Inglaterra acompañado de su asombroso talento en el escenario, le llevó a actuar en lugares como el influyente "100 Club" en Londres, que le permita tener el público en la palma de su mano. Barrington también ha demostrado ser un productor acreditable, grabando "Deep in the Dark" en su sello propio BL, aunque fue un periodo de tiempo breve.[cita requerida]
A continuación Barrington y Jah Screw grabaron "Here I Come", en 1985, a través del gran sello London Records. Esto conduce a sus primeras apariciones en televisión del Reino Unido, donde cantó el himno cannabico "Under Mi Sensi" en Number 73 (un programa juvenil de televisión). Ese mismo año le otorgan el premio al mejor vocalista en los “Britain´s Reggae Awards”. Además el DJ juntó fuerzas para grabar con Frankie Paul un poderoso sound clash set llamado “Barrington Meets Frankie Paul”.[cita requerida]
En 1987 realizó una aclamada presentación en el Reggae Sunsplash y se mantuvo como una de las atracciones más importantes del show hasta 1995. Antes de terminar la década de los 80's, Barrington se consagró con dos hits: “My Time” y “Too Experience”, los dos bajo la tutela del productor Jah Screw. En 1994, Levy se unió al controversial DJ Beenie Man en los sencillos “Two Sounds” y “ander Mi Sensi”. Luego, bajo la dirección de Jack Scorpio, el cantante se juntó con Mega Banton en el sencillo “She´s Mine”.Jah Screw tomó éstas colaboraciones y grabó un álbum exclusivamente de canciones compartidas, “Duets” (éste es el título norteamericano y fue editado bajo el sello RAS, y en el Reino Unido, se llamó “DJ Counteraction” y fue editado bajo el sello Greensleeves). De este set de canciones, “Living Dangerously” con Bounty Killer se posicionó en los puestos más altos en los charts de Jamaica y se abrió camino entre los clubes alrededor del mundo. En 1996 se editó un álbum corto (ocho tracks más cinco dubs) titulado “Time Capsule”, del sello RAS, que pudo compensar la poca cantidad de tracks con la calidad de los mismos.[cita requerida]
Barrington cuenta que el dancehall ha cambiado mucho desde sus inicios “Los cambios se ven en el ritmo, en la lírica. No estoy muy de acuerdo con el tipo de letras que usan los músicos en sus canciones. Para mí, la música reggae es algo grande en este momento, y nosotros, los músicos tenemos que “limpiar” un poco las letras; porque los mensajes que quieren transmitir éstas personas no es realmente lo que queremos que le quede a la gente: sexo, violencia,y armas.[cita requerida]
Lo que hay que transmitir a la gente es amor, canciones con mensaje, canciones que puedan enriquecer a las personas".[cita requerida]

## Álbumes
1979
- Barrington Levy In Dub
- Bounty Hunter
- Englishman
- Shaolin Temple
- Shine Eye Gal

1979-80
- Englishman - Robin Hood

1980
- Doh Ray Me
- Robin Hood

1981
- Run Come Ya!

1982
- 21 Girls Salute
- Poor Man Style
- Time Capsule

1982-84
- Open Book

1983
- Hunter Man
- Life Style [aka Making Tracks]
- Teach Me Culture

1984
- Money Move
- Prison Oval Rock
- Barrington Levy Meets Frankie Paul (Barrington Levy Meets Frankie Paul)

1985
- Here I Come

1986
- Struggler

1992
- Turning Point

1993
- Barrington

1994
- Divine

1996
- Time Capsule

## Colaboraciones
- "Caan Hold Us Down" (Ft. Daddy Rings) (Confidence, 2004)
- "Free Tempo" - Ft. Fat Joe & Tempo, (2009)
- "Soldado" (Daddy Yankee Ft. Barrington Levy & Ñengo Flow) (El Imperio Nazza, 2012)
- "Healthy" - Ft. Damian "Jr. Gong" Marley ([2014])
- "Nightmare" Yellow Claw  ft. Pusha T & Barington Levy
- "Top of the World" Rascalz feat. Barrington Levy & K-OS (1999)
- "Blast Ya" Borgore ft. Barrington Levy